# Championnats de Nouvelle-Zélande de cyclisme sur route
Les championnats de Nouvelle-Zélande de cyclisme sur route sont organisés tous les ans.

## Hommes

### Podiums de la course en ligne
| Année     | Vainqueur            | Deuxième          | Troisième         |
| --------- | -------------------- | ----------------- | ----------------- |
| 1934      | Frank Grose (en)     |                   |                   |
| 1935      | Ronald Triner (en)   |                   |                   |
| 1936      | E. Huges             |                   |                   |
| 1937      | John Brown (en)      |                   |                   |
| 1938      | Charles Hanson       |                   |                   |
| 1939-1944 | Non-disputé          | Non-disputé       | Non-disputé       |
| 1945      | Nick Carter (en)     |                   |                   |
| 1946      | Nick Carter (en)     |                   |                   |
| 1947      | Nick Carter (en)     |                   |                   |
| 1948      | A. Mobberley         |                   |                   |
| 1949      | Nick Carter (en)     |                   |                   |
| 1950      | Erroll Lambert       |                   |                   |
| 1951      | A. Sweeney           |                   |                   |
| 1952      | Lance Payne (en)     |                   |                   |
| 1953      | Neil Geraghty        |                   |                   |
| 1954      | Lance Payne (en)     |                   |                   |
| 1955      | T. Lankow            |                   |                   |
| 1956      | L. Parris            |                   |                   |
| 1957      | Dick Johnstone (en)  |                   |                   |
| 1958      | Lance Payne (en)     |                   |                   |
| 1959      | A. Ganderton         |                   |                   |
| 1960      | R. Peoples           |                   |                   |
| 1961      | Richie Thomson (en)  |                   |                   |
| 1962      | Laurie Byers (en)    |                   |                   |
| 1963      | Tony Ineson          |                   |                   |
| 1964      | G. Grey              |                   |                   |
| 1965      | Tino Tabak           |                   |                   |
| 1966      | G. Hill              |                   |                   |
| 1967      | John Dean            |                   |                   |
| 1968      | Merv Davis           |                   |                   |
| 1969      | Bruce Biddle         |                   |                   |
| 1970      | Neil Lyster (en)     |                   |                   |
| 1971      | Vern Hanaray (en)    |                   |                   |
| 1972      | L. Cooper            |                   |                   |
| 1973      | Vern Hanaray (en)    |                   |                   |
| 1974      | J. Ryder             |                   |                   |
| 1975      | P. Neale             |                   |                   |
| 1976      | Blair Stockwell (en) |                   |                   |
| 1977      | Vern Hanaray (en)    |                   |                   |
| 1978      | Jack Swart (en)      |                   |                   |
| 1979      | Jack Swart (en)      |                   |                   |
| 1980      | Roger Sumich (en)    |                   |                   |
| 1981      | Jack Swart (en)      |                   |                   |
| 1982      | Stephen Cox (en)     |                   |                   |
| 1983      | Eric O'Brien         |                   |                   |
| 1984      | Jack Swart (en)      |                   |                   |
| 1985      | Craig Griffin        |                   |                   |
| 1986      | Bruce Storrie        |                   |                   |
| 1987      | Graeme Miller        | Brian Fowler      |                   |
| 1988      | Brian Fowler         |                   |                   |
| 1989      | Brian Fowler         |                   |                   |
| 1990      | Craig Connell (en)   |                   |                   |
| 1991      | Chris Nicholson      |                   |                   |
| 1992      | Dean Peterkin        |                   |                   |
| 1993      | Darren Rush          |                   |                   |
| 1994      | Ewan McMaster        | Brian Fowler      | Ric Reid          |
| 1995      | Norman Shattock      | Glenn McLeay (en) | Mark Rendell (en) |
| 1996      | Ric Reid             | Gordon McCauley   | Mark Rendell (en) |
| 1997      | Gordon McCauley      | Brian Fowler      | Stuart Lowe       |
| 1998      | Glen Mitchell        | David Lee         | John Hume         |
| 1999      | Glen Mitchell        | Graeme Miller     | Francis De Jager  |
| 2000      | Glen Thomson (en)    | Greg Henderson    | Tim Carswell (en) |
| 2001      | Gordon McCauley      | Stuart Lowe       | Brendan Vesty     |
| 2002      | Gordon McCauley      | Hayden Godfrey    | Jeremy Yates      |
| 2003      | Heath Blackgrove     | Glen Mitchell     | Robin Reid        |
| 2004      | Heath Blackgrove     | Justin Kerr       | Hayden Roulston   |
| 2005      | Gordon McCauley      | Glen Mitchell     | Hayden Godfrey    |
| 2006      | Hayden Roulston      | Hayden Godfrey    | Robin Reid        |
| 2007      | Julian Dean          | Heath Blackgrove  | Gordon McCauley   |
| 2008      | Julian Dean          | Heath Blackgrove  | Scott Lyttle      |
| 2009      | Gordon McCauley      | Joseph Cooper     | Jason Allen       |
| 2010      | Jack Bauer           | Hayden Roulston   | Julian Dean       |
| 2011      | Hayden Roulston      | Greg Henderson    | Jeremy Yates      |
| 2012      | Michael Vink         | James Williamson  | Patrick Bevin     |
| 2013      | Hayden Roulston      | George Bennett    | Julian Dean       |
| 2014      | Hayden Roulston      | Jack Bauer        | Tom Davison       |
| 2015      | Joseph Cooper        | Tom Davison       | Jason Christie    |
| 2016      | Jason Christie       | Dion Smith        | Hamish Schreurs   |
| 2017      | Joseph Cooper        | Jason Christie    | Dion Smith        |
| 2018      | Jason Christie       | Hayden McCormick  | Michael Torckler  |
| 2019      | James Fouché         | Kees Duyvesteyn   | Tom Scully        |
| 2020      | Shane Archbold       | George Bennett    | Dylan Kennett     |
| 2021      | George Bennett       | Michael Torckler  | Ryan Christensen  |
| 2022      | James Fouché         | Tom Sexton        | Laurence Pithie   |
| 2023      | James Oram           | Ryan Christensen  | Logan Currie      |
| 2024      | Aaron Gate           | Corbin Strong     | Laurence Pithie   |
| 2025      | Paul Wright          | Ben Oliver        | George Bennett    |

Multi-titrés
- 5 : Gordon McCauley
- 4 : Nick Carter (en), Jack Swart (en), Hayden Roulston
- 3 : Lance Payne (en), Vern Hanaray (en)

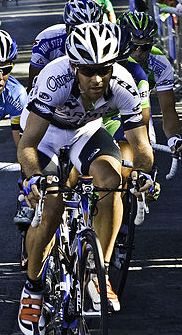
Julian Dean avec le maillot de champion de Nouvelle-Zélande en 2008.

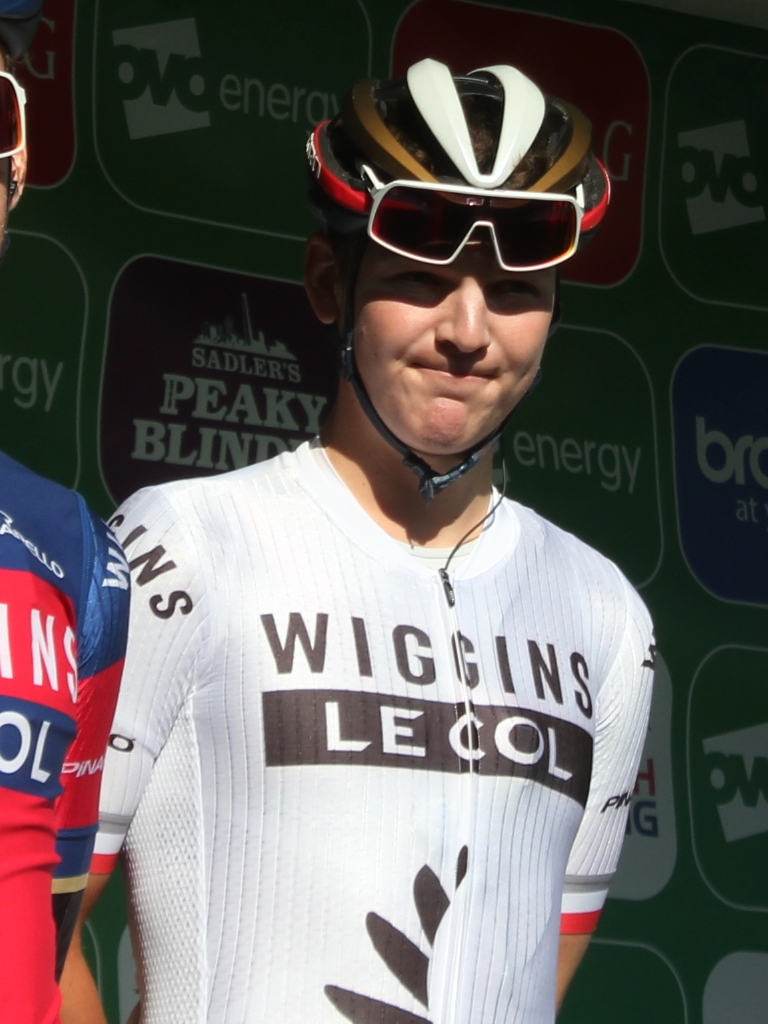
James Fouché vêtu de son maillot de champion de Nouvelle-Zélande lors du Tour de Grande-Bretagne 2019

- 2 : Brian Fowler, Glen Mitchell, Heath Blackgrove, Julian Dean, Joseph Cooper, Jason Christie, James Fouché

### Podiums du contre-la-montre
| Année | Vainqueur         | Deuxième         | Troisième        |
| ----- | ----------------- | ---------------- | ---------------- |
| 1995  | Brian Fowler      | Matthew Brick    | Erwan McMaster   |
| 1996  | Greg Henderson    | Brian Fowler     | Jared Caldwell   |
| 1997  | Chris Nicholson   | Gordon McCauley  | Leon Hallet      |
| 1998  | David Lee         | John Hume        | Robin Neil Reid  |
| 1999  | David Lee         | Chris Nicholson  | David Comerford  |
| 2000  | Lee Vertongen     | Greg Henderson   | Gary Anderson    |
| 2001  | Brendon Cameron   | Scott Guyton     | Bryce Shapley    |
| 2002  | Gordon McCauley   | Glen Mitchell    | Hayden Godfrey   |
| 2003  | Gordon McCauley   | Heath Blackgrove | Glen Mitchell    |
| 2004  | Heath Blackgrove  | Robin Neil Reid  | Jason Allen      |
| 2005  | Robin Neil Reid   | Gordon McCauley  | Jeremy Vennell   |
| 2006  | Marc Ryan         | Robin Neil Reid  | Hayden Godfrey   |
| 2007  | Glen Chadwick     | Gordon McCauley  | Aaron Strong     |
| 2008  | Logan Hutchings   | Paul Odlin       | Gordon McCauley  |
| 2009  | Jeremy Vennell    | Robin Neil Reid  | Chris Nicholson  |
| 2010  | Gordon McCauley   | Jeremy Vennell   | Marc Ryan        |
| 2011  | Westley Gough     | Jesse Sergent    | Greg Henderson   |
| 2012  | Paul Odlin        | Sam Horgan       | Jesse Sergent    |
| 2013  | Joseph Cooper     | Paul Odlin       | Westley Gough    |
| 2014  | Taylor Gunman     | Sam Horgan       | Jason Christie   |
| 2015  | Michael Vink      | Joseph Cooper    | Patrick Bevin    |
| 2016  | Patrick Bevin     | Thomas Scully    | Joseph Cooper    |
| 2017  | Jack Bauer        | Jason Christie   | Hamish Bond      |
| 2018  | Hamish Bond       | Michael Vink     | Jason Christie   |
| 2019  | Patrick Bevin     | Hamish Bond      | Hayden McCormick |
| 2020  | Hamish Bond       | George Bennett   | Dylan Kennett    |
| 2021  | Aaron Gate        | George Bennett   | Michael Vink     |
| 2022  | Regan Gough       | Michael Vink     | Tom Sexton       |
| 2023  | Aaron Gate        | George Bennett   | James Oram       |
| 2024  | Logan Currie      | Aaron Gate       | Laurence Pithie  |
| 2025  | Finn Fisher-Black | Aaron Gate       | Tom Sexton       |

Multi-titrés
- 3 : Gordon McCauley
- 2 : David Lee, Patrick Bevin, Hamish Bond, Aaron Gate

### Podiums du critérium
| Année | Vainqueur        | Deuxième         | Troisième          |
| ----- | ---------------- | ---------------- | ------------------ |
| 2005  | Hayden Godfrey   | Tim Gudsell      | Gordon McCauley    |
| 2006  | Marc Ryan        | Hayden Roulston  | Hayden Godfrey     |
| 2007  | Gordon McCauley  | Justin Kerr      | Brett Tivers       |
| 2008  | Westley Gough    | Marc Ryan        | Tom Scully         |
| 2009  | Peter Latham     | Patrick Bevin    | Mike Northey       |
| 2010  | Tim Gudsell      | Mike Northey     | Sam Bewley         |
| 2011  | Mike Northey     | Alex Ray         | James Oram         |
| 2012  | Hayden McCormick | Mike Northey     | Aaron Gate         |
| 2013  | Mike Northey     | Tom Scully       | Daniel Barry       |
| 2014  | Patrick Bevin    | Mike Northey     | Dion Smith         |
| 2015  | Mike Northey     | Regan Gough      | Dion Smith         |
| 2016  | Regan Gough      | Alex Frame       | Aaron Gate         |
| 2017  | Sam Gaze         | Alex Ray         | James Fouché       |
| 2018  | Sam Gaze         | Campbell Stewart | Sam Dobbs          |
| 2019  | Laurence Pithie  | Ethan Batt       | Antonie van Noppen |
| 2020  | Aaron Gate       | Joshua Scott     | Ben Oliver         |
| 2021  | Pas organisé     | Pas organisé     | Pas organisé       |
| 2022  | Shane Archbold   | Ben Oliver       | Nick Kergozou      |
| 2023  | Luke Mudgway     | George Jackson   | Kiaan Watts        |
| 2024  | James Gardner    | James Wilson     | Ryan Christensen   |

Multi-titrés
- 3 : Mike Northey
- 2 : Sam Gaze

## Femmes

### Podiums de la course en ligne
| Année | Vainqueur             | Deuxième           | Troisième          |
| ----- | --------------------- | ------------------ | ------------------ |
| 1981  | D. Zanders            | Beverley May       |                    |
| 1982  | M. McDonald           |                    |                    |
| 1983  | M. McDonald           |                    |                    |
| 1984  | K. Erikson            |                    |                    |
| 1985  | H. O'Connell          |                    |                    |
| 1986  | Sue Golder            |                    |                    |
| 1987  | S. Fraser             |                    |                    |
| 1988  | S. Holland            |                    |                    |
| 1989  | Madonna Harris        |                    |                    |
| 1990  | Karen Holliday        |                    |                    |
| 1991  | Joanne Burke          | Jacqueline Nelson  | Kathy Lynch        |
| 1992  | Rosalind Reekie-May   | Susy Pryde         | Leslie Dove        |
| 1993  | Rebecca Bailey        |                    |                    |
| 1994  | Rebecca Bailey        | Charlotte Cox      | Tracy Clark        |
| 1995  | Tania Duff-Miller     | Charlotte Cox      | Jacqueline Nelson  |
| 1996  | Kathy Lynch           | Charlotte Cox      | Janet O'Hara       |
| 1997  | Maria Hassan          | Tracy Clark        | Joanna Lawn        |
| 1998  | Susy Pryde            | Marguerite Ritchie | Kirsty Nicole Robb |
| 1999  | Annalisa Farrell      | Katri Läike        | Natalie Beeston    |
| 2000  | Fiona Carswell-Ramage | Tania Duff-Miller  | Melissa Holt       |
| 2002  | Annalisa Farrell      | Melissa Holt       | Tamara Boyd        |
| 2003  | Joanne Kiesanowski    | Susie Wood         | Catherine Sell     |
| 2004  | Catherine Sell        | Tamara Boyd        | Katri Läike        |
| 2005  | Sarah Ulmer           | Melissa Holt       | Kara Northcott     |
| 2006  | Catherine Sell        | Yvette Hill-Willis | Alison Shanks      |
| 2007  | Alison Shanks         | Melissa Holt       | Sarah Ulmer        |
| 2008  | Melissa Holt          | Rosara Joseph      | Kaytee Boyd        |
| 2009  | Melissa Holt          | Karen Fulton       | Tracy Clark        |
| 2010  | Rushlee Buchanan      | Linda Villumsen    | Kaytee Boyd        |
| 2011  | Catherine Cheatley    | Serena Sheridan    | Rushlee Buchanan   |
| 2012  | Nicky Samuels         | Courteney Lowe     | Kate McIlroy       |
| 2013  | Courteney Lowe        | Georgia Williams   | Joanne Kiesanowski |
| 2014  | Rushlee Buchanan      | Linda Villumsen    | Reta Trotman       |
| 2015  | Linda Villumsen       | Sharlotte Lucas    | Karen Fulton       |
| 2016  | Rushlee Buchanan      | Georgia Williams   | Joanne Kiesanowski |
| 2017  | Rushlee Buchanan      | Georgia Williams   | Kate McIlroy       |
| 2018  | Georgia Williams      | Sharlotte Lucas    | Grace Anderson     |
| 2019  | Georgia Christie      | Deborah Paine      | Michaela Drummond  |
| 2020  | Niamh Fisher-Black    | Ella Harris        | Teresa Adam        |
| 2021  | Georgia Williams      | Kate McCarthy      | Sharlotte Lucas    |
| 2022  | Olivia Ray            | Ally Wollaston     | Georgia Williams   |
| 2023  | Ally Wollaston        | Georgia Williams   | Sharlotte Lucas    |
| 2024  | Ella Wyllie           | Kim Cadzow         | Samara Maxwell     |

### Podiums du contre-la-montre
| Année | Vainqueur          | Deuxième          | Troisième               |
| ----- | ------------------ | ----------------- | ----------------------- |
| 1995  | Jacqueline Nelson  | Joanna Lawn       | Janet O'Hara            |
| 1996  | Kathy Lynch        | Joanna Lawn       | Charlotte Cox           |
| 1997  | Charlotte Cox      | Janet O'Hara      | Tracey Laurence         |
| 1998  | Kirsty Nicole Robb | Annalisa Farrell  | Vanessa Cheatley-Guyton |
| 1999  | Annalisa Farrell   | Fanny Lariviere   | Benita Douglas          |
| 2000  | Kirsty Nicole Robb | Annalisa Farrell  | Benita Douglas          |
| 2001  | Melissa Holt       | Annalisa Farrell  | Tamara Boyd             |
| 2002  | Melissa Holt       | Dale Tye          | Annalisa Farrell        |
| 2003  | Dale Tye           | Johanna Buick     | Penny Pawson            |
| 2004  | Dale Tye           | Annalisa Farrell  | Tamara Boyd             |
| 2005  | Sarah Ulmer        | Melissa Holt      | Alison Shanks           |
| 2006  | Alison Shanks      | Josie Giddens     | Yvette Hill-Willis      |
| 2007  | Alison Shanks      | Annelies Basten   | Dale Tye                |
| 2008  | Melissa Holt       | Rachel Mercer     | Alison Shanks           |
| 2009  | Melissa Holt       | Sonia Waddell     | Dale Tye                |
| 2010  | Melissa Holt       | Alison Shanks     | Linda Villumsen         |
| 2011  | Sonia Waddell      | Jaime Nielsen     | Alison Shanks           |
| 2012  | Lauren Ellis       | Jaime Nielsen     | Alison Shanks           |
| 2013  | Linda Villumsen    | Jaime Nielsen     | Georgia Williams        |
| 2014  | Jaime Nielsen      | Linda Villumsen   | Reta Trotman            |
| 2015  | Jaime Nielsen      | Linda Villumsen   | Lauren Ellis            |
| 2016  | Rushlee Buchanan   | Jaime Nielsen     | Sharlotte Lucas         |
| 2017  | Jaime Nielsen      | Georgia Williams  | Rushlee Buchanan        |
| 2018  | Georgia Williams   | Rushlee Buchanan  | Bronwyn Macgregor       |
| 2019  | Georgia Williams   | Rushlee Buchanan  | Holly Edmondston        |
| 2020  | Teresa Adam        | Georgia Perry     | Bronwyn Macgregor       |
| 2021  | Georgia Williams   | Jaime Nielsen     | Bronwyn Macgregor       |
| 2022  | Georgia Williams   | Bronwyn Macgregor | Holly Edmondston        |
| 2023  | Georgia Williams   | Georgia Perry     | Sharlotte Lucas         |
| 2024  | Kim Cadzow         | Ella Wyllie       | Mikayla Harvey          |

Multi-titrées
- 5 : Melissa Holt, Georgia Williams
- 3 : Jaime Nielsen
- 2 : Kirsty Nicole Robb, Dale Tye, Alison Shanks

## Espoirs Hommes

### Podiums de la course en ligne
| Année | Vainqueur         | Deuxième         | Troisième        |
| ----- | ----------------- | ---------------- | ---------------- |
| 1997  | Karl Murray       | Adrian Horn      |                  |
| 1998  | Karl Moore        |                  |                  |
| 1999  | G. Westoby        |                  |                  |
| 2000  | Jeremy Robinson   | Heath Blackgrove | Danny Hillary    |
| 2001  | Karl Moore        |                  |                  |
| 2002  | Jeremy Yates      | Jason Allen      | Michael Leaf     |
| 2003  | Jeremy Yates      | Peter Latham     | Timothy Gudsell  |
| 2004  | Peter Latham      | Timothy Gudsell  | Ben Robson       |
| 2005  | Logan Hutchings   | Ashley Whitehead | Adam Coker       |
| 2006  | Joseph Cooper     | Matthew Haydock  | Clinton Avery    |
| 2007  | Matthew Haydock   | Oliver Pearce    | Edwin Crossling  |
| 2008  | Clinton Avery     | Westley Gough    | Matthew Haydock  |
| 2009  | James Williamson  | Michael Torckler | Roman van Uden   |
| 2010  | Tom Findlay       | James Williamson | Matt Marshall    |
| 2011  | Michael Vink      | James Williamson | James McCoy      |
| 2012  | Michael Vink      | Patrick Bevin    | Josh Atkins (en) |
| 2013  | James Oram        | Michael Vink     | Alex Frame       |
| 2014  | Hayden McCormick  | Dion Smith       | James Oram       |
| 2015  | Hamish Schreurs   | Dion Smith       | Hayden McCormick |
| 2016  | Hamish Schreurs   | Hayden McCormick | Liam Aitcheson   |
| 2017  | Regan Gough       | James Fouché     | Jake Marryatt    |
| 2018  | James Fouché      | Ryan Christensen | Sam Dobbs        |
| 2019  | James Fouché      | Kees Duyvesteyn  | Joel Yates       |
| 2020  | Finn Fisher-Black | Connor Brown     | Andrew Bidwell   |
| 2021  | Jack Drage        | Keegan Hornblow  | Reuben Thompson  |
| 2022  | Laurence Pithie   | Keegan Hornblow  | Alexander White  |
| 2023  | Logan Currie      | Reuben Thompson  | Oliver Grave     |
| 2024  | Marshall Erwood   | Lucas Murphy     | Lewis Bower      |
| 2025  | James Gardner     | Lewis Bower      | Nate Pringle     |

Multi-titrés
- 2 : Karl Moore, Jeremy Yates, Michael Vink, Hamish Schreurs, James Fouché

### Podiums du contre-la-montre
| Année | Vainqueur         | Deuxième        | Troisième            |
| ----- | ----------------- | --------------- | -------------------- |
| 1997  | Greg Henderson    |                 |                      |
| 1998  | Greg Henderson    |                 |                      |
| 1999  | Heath Blackgrove  |                 |                      |
| 2000  | Nigel Godfrey     | Gordon Bearman  | Marc MacKay          |
| 2001  | Heath Blackgrove  |                 |                      |
| 2002  | Jason Allen       | Marc Ryan       | Jeremy Yates         |
| 2003  | Peter Latham      | Timothy Gudsell | Jeremy Yates         |
| 2004  | Peter Latham      | Marc Ryan       | Timothy Gudsell      |
| 2005  | Logan Hutchings   | Matthew Haydock | Joseph Cooper        |
| 2006  | Clinton Avery     | Joseph Cooper   | Darren Shea          |
| 2007  | Matthew Haydock   | Joseph Cooper   | Clinton Avery        |
| 2008  | Clinton Avery     | Westley Gough   | Matthew Haydock      |
| 2009  | Michael Torckler  | Ryan Wills      | Matthew Sillars (de) |
| 2010  | Michael Vink      | Westley Gough   | Jesse Sergent        |
| 2011  | Jason Christie    | Michael Vink    | Alex McGregor        |
| 2012  | Michael Vink      | Jason Christie  | Fraser Gough         |
| 2013  | Michael Vink      | James Oram      | Taylor Gunman        |
| 2014  | Fraser Gough      | James Oram      | Dion Smith           |
| 2015  | James Oram        | Dylan Kennett   | Fraser Gough         |
| 2016  | Hayden McCormick  | Liam Aitcheson  | Hamish Schreurs      |
| 2017  | Regan Gough       | James Fouché    | Jake Marryatt        |
| 2018  | Ian Talbot        | Jake Marryatt   | James Fouché         |
| 2019  | James Fouché      | Ben Hamilton    | Kees Duyvesteyn      |
| 2020  | Finn Fisher-Black | Ethan Batt      | Logan Currie         |
| 2021  | Finn Fisher-Black | Logan Currie    | Dylan McCullough     |
| 2022  | Logan Currie      | Laurence Pithie | Keegan Hornblow      |
| 2023  | Logan Currie      | Laurence Pithie | Alexander White      |
| 2024  | Guy Yarrell       | Lucas Murphy    | Lewis Bower          |
| 2025  | Nate Pringle      | Reef Roberts    | Noah Hollamby        |

Multi-titrés
- 3 : Michael Vink
- 2 : Heath Blackgrove, Peter Latham, Clinton Avery, Finn Fisher-Black, Greg Henderson , Logan Currie

### Podiums du critérium
| Année | Vainqueur     | Deuxième     | Troisième       |
| ----- | ------------- | ------------ | --------------- |
| 2025  | James Gardner | Reef Roberts | Marshall Erwood |

## Juniors Hommes

### Podiums de la course en ligne
| Année    | Vainqueur             | Deuxième           | Troisième            |
| -------- | --------------------- | ------------------ | -------------------- |
| 1945     | L. Kent               |                    |                      |
| 1946     | Les Lock (en)         |                    |                      |
| 1947     | G. Howes              |                    |                      |
| 1948     | B. Grant              |                    |                      |
| 1949     | J. Brown              |                    |                      |
| 1950     | Alan Larkins          |                    |                      |
| 1951     | N. Perkinson          |                    |                      |
| 1952     | Alan Larkins          |                    |                      |
| 1953     | J. Holloway           |                    |                      |
| 1954     | G. Ulmer              |                    |                      |
| 1955     | Warwick Dalton (en)   |                    |                      |
| 1956     | K. Wilbraham          |                    |                      |
| 1957     | L. Ryan               |                    |                      |
| 1958     | Gregory Hammond       |                    |                      |
| 1959     | A. Clarke             |                    |                      |
| 1960     | N. Anderson           |                    |                      |
| 1961     | D. Nigh               |                    |                      |
| 1962     | D. Nigh               |                    |                      |
| 1963     | K. Hill               |                    |                      |
| 1964     | B. Bate               |                    |                      |
| 1965     | J. Atkinson           |                    |                      |
| 1966     | J. Dean               |                    |                      |
| 1967     | Ray Robinson          |                    |                      |
| 1968     | P. Matthews           |                    |                      |
| 1969     | J. Harrison           |                    |                      |
| 1970     | B. Ulyatt             |                    |                      |
| 1971     | Errol Barker          |                    |                      |
| 1972     | R. Cornish            |                    |                      |
| 1973     | W. Perkinson          |                    |                      |
| 1974 (1) | J. Richards           |                    |                      |
| 1974 (2) | J. Richards           |                    |                      |
| 1975     | Mike Richards (en)    |                    |                      |
| 1976     | Anthony Cuff (en)     |                    |                      |
| 1977     | M. Bosomworth         |                    |                      |
| 1978     | B. Vandergriend       |                    |                      |
| 1979     | M. Bosomworth         |                    |                      |
| 1980     | T. Hudson             |                    |                      |
| 1981     | Brian Fowler          |                    |                      |
| 1982     | Nathan Dahlberg (en)  |                    |                      |
| 1983     | D. King               |                    |                      |
| 1984     | Darren Rush           |                    |                      |
| 1985     | S. Williams           |                    |                      |
| 1986     | S. Raynes             |                    |                      |
| 1987     | Ric Reid              |                    |                      |
| 1988     | P. Hall               |                    |                      |
| 1989     | J. Crooks             |                    |                      |
| 1990     | G. Lawson             |                    |                      |
| 1991     | P. Hawkins            |                    |                      |
| 1992     | D. Green              |                    |                      |
| 1993     | J. Gray               |                    |                      |
| 1994     | Karl Williscroft      |                    |                      |
| 1995     | B. Day                |                    |                      |
| 1996     | C. Sharratt           |                    |                      |
| 1997     | G. Bearman            |                    |                      |
| 1998     | Heath Blackgrove      |                    |                      |
| 1999     | Jonathan Vahry        |                    |                      |
| 2000     | Jeremy Yates          |                    |                      |
| 2001     | M. Frankovich         |                    |                      |
| 2002     | Timothy Gudsell       | Ashley Whitehead   | Logan Hutchings      |
| 2003     | Calvin Watson         | Cameron Holt       | Adam Coker           |
| 2004     | Andrew Pollock        | Adam Coker         | Clinton Avery        |
| 2005     | Chris Macic           | Sam Reed           | Sam Bewley           |
| 2006     | Chris Macic           | James Williamson   | Samuel Eadie         |
| 2007     | Oliver Harding-Sheath |                    |                      |
| 2008     | Tom Findlay           |                    |                      |
| 2009     | Patrick Bevin         | Joshua Atkins (en) |                      |
| 2010     | Joshua Atkins (en)    | Fraser Gough       | Nick Sutton          |
| 2011     | Fraser Gough          |                    |                      |
| 2012     | Hamish Schreurs       |                    |                      |
| 2013     | Joshua Haggerty       |                    |                      |
| 2014     | Luke Mudgway          |                    |                      |
| 2015     | Campbell Stewart      | Robert Stannard    | Sam Dobbs            |
| 2016     | Robert Stannard       |                    |                      |
| 2017     | Ben Hamilton          | Bailey O'Donnell   | Dylan Simpson        |
| 2018     | Burnie McGrath        | Josh Lane          | Josh Kench           |
| 2019     | Lachlan Dickson       | Kiaan Watts        | Alex Williams        |
| 2020     | Jack Drage            | Hamish Sadler      | Oliver Grave         |
| 2021     | Zakk Patterson        | Jack Carswell      | Oliver Watson-Palmer |
| 2022     | James Gardner         | Tom Stephenson     | Mathew Jamieson      |
| 2023     | Eli Tregidga          | Marshall Erwood    | Carter Guichard      |
| 2024     | Reef Roberts          | Lachlan McNabb     | Carter Guichard      |
| 2025     | Ben Archer            | Oscar Talbot       | Joshua Rowe          |

Multi-titrés
- 2 : Alan Larkins, D. Nigh, J. Richards, Chris Macic

### Podiums du contre-la-montre
| Année | Vainqueur          | Deuxième         | Troisième            |
| ----- | ------------------ | ---------------- | -------------------- |
| 1995  | W. Clark           |                  |                      |
| 1996  | B. Gilbert         |                  |                      |
| 1997  | Heath Blackgrove   |                  |                      |
| 1998  | Heath Blackgrove   |                  |                      |
| 1999  | Hayden Roulston    |                  |                      |
| 2000  | Jeremy Yates       |                  |                      |
| 2001  | Timothy Gudsell    |                  |                      |
| 2002  | Peter Latham       | Timothy Gudsell  | Jason Clements       |
| 2003  | Andrew Pollock     | Sam Ross         | Matthew Haydock      |
| 2004  | Matthew Haydock    | Darren Shea      | Edwin Crossling      |
| 2005  | Clinton Avery      | Andrew Thompson  | Jesse Sergent        |
| 2006  | Jesse Sergent      | Alex Cull        | Westley Gough        |
| 2007  | J. Brown           |                  |                      |
| 2008  | Michael Vink       |                  |                      |
| 2009  | Michael Vink       |                  |                      |
| 2010  | Joshua Atkins (en) |                  |                      |
| 2011  | James Oram         |                  |                      |
| 2012  | Dylan Kennett      |                  |                      |
| 2013  | Liam Aitcheson     |                  |                      |
| 2014  | Regan Gough        |                  |                      |
| 2015  | Sam Dobbs          | James Fouché     | Robert Stannard      |
| 2016  | James Fouché       |                  |                      |
| 2017  | Oscar Elworthy     | Ben Hamilton     | Harry Waine          |
| 2018  | Finn Fisher-Black  | Jayden Kuijpers  | Lachlan Dickson      |
| 2019  | Logan Currie       | Laurence Pithie  | Reuben Thompson      |
| 2020  | Jack Carswell      | Camden Feint     | Laurence Pithie      |
| 2021  | Lewis Bower        | Jack Carswell    | Joshua van Heyningen |
| 2022  | Lewis Bower        | Tom Stephenson   | Joel Douglas         |
| 2023  | Noah Hollamby      | Elliot Robertson | James Gardner        |
| 2024  | Reef Roberts       | Callum McGrail   | Noah Hollamby        |
| 2025  | Harry Shannon      | Andre Free       | Ben Crawford         |

Multi-titrés
- 2 : Heath Blackgrove, Michael Vink, Lewis Bower